# Air sur la corde de sol
L’Air sur la corde de sol (Air Auf der G Saite, en allemand) est un arrangement, une réduction et une transposition, de l'air, deuxième mouvement de la suite orchestrale no 3 en ré majeur BWV 1068 de Jean-Sébastien Bach.

## Histoire
En 1871 le violoniste allemand August Wilhelmj (1845-1908) arrange la tonalité de ce deuxième mouvement, en transposant la mélodie une octave plus bas, pour jouer l'intégralité de la mélodie sur la corde G (sol) d'instruments à cordes, d'où son nom de Air sur la corde de sol (ou Air sur la corde G en allemand).
En 1902 l'interprétation de cet air avec la participation du violoniste Alexander Werżbiłowicz et d'un pianiste inconnu, est considérée[Par qui ?] comme le plus ancien enregistrement conservé de l'œuvre de Jean-Sébastien Bach.

## Réception
L'arrangement entre dans la culture populaire et participe à la redécouverte de l'œuvre de Bach[réf. nécessaire]. Il est cependant décrié par les spécialistes.